# 伯德韋爾角
伯德韋爾角（英語：Birdwell Point）是南極洲的海岬，位於瑪麗伯德地，處於迪安島西北部，美國地質調查局根據測量和美國海軍拍攝的空中照片繪入地圖，現時由南極條約體系管理。